# Toni Quero
Toni Quero (Sabadell, 1978). Narrador y poeta español, ha publicado mayoritariamente en lengua castellana y, en menor medida, en catalán. Sus poemas han aparecido en diferentes antologías en ambas lenguas. Es licenciado en Filología Hispánica por la Universidad Autónoma de Barcelona.

## Trayectoria literaria
Su primera obra, el poemario Los adolescentes furtivos, fue galardonada en 2009 en Colliure con el Premio Internacional de Literatura Antonio Machado. Publicado en edición bilingüe castellano/francés, el libro fue prologado por Pere Gimferrer, que destacó su "don de la imagen certera y exacta".
En 2016 obtuvo con Párpados el III Premio Dos Passos a la Primera Novela.  El libro fue publicado en 2017 por la editorial Galaxia Gutenberg. Posteriormente fue seleccionado por el Festival du Premier Roman de Chambéry como una de las mejores óperas primas publicadas en lengua castellana. Diversos autores, entre ellos Pilar Adón, destacaron su carácter generacional: "En este sentido, por su actualidad, por su vivisección del extrañamiento, de lo precario, de lo inestable, podríamos decir que estamos ante una obra generacional”.
En 2018 obtuvo una de las becas de escritura Montserrat Roig convocadas por el programa Barcelona Ciudad de Literatura UNESCO con el proyecto de su segunda novela.
En 2019 ganó con su segundo libro de poemas, El cielo y la nada, el XXXII Premio Tiflos de Poesía. La crítica ha destacado su riqueza expresiva: "otro aspecto reseñable del libro reside en su textura expresiva, en la que alternan verso y prosa, disposición estrófica y piruetas vanguardistas cercanas a la poesía visual".

## Obra

### Novelas
- Párpados. III Premio Dos Passos a la Primera Novela. Galaxia Gutenberg, 2017.

### Poesía
- El cielo y la nada. XXXII Premio Tiflos de Poesía. Castalia Ediciones, 2019.
- Los adolescentes furtivos / Les adolescents furtifs. Premio Internacional de Literatura Antonio Machado 2009. Prólogo de Pere Gimferrer. Traducción al francés de Renada Laura Portet. Cap Béar Éditions, Perpiñán, 2010.

## Galardones
- 2009: Premio Internacional de Literatura Antonio Machado
- 2016: Premio Dos Passos a la Primera Novela
- 2019: Premio Tiflos de Poesía